# کاکتوس‌های درخت‌دوست
کاکتوس‌های درخت‌دوست (نام علمی: Hatiora) نام یک سرده از تبار حصیرتباران است.